# Nørre Aaby Sogn
Nørre Aaby Sogn er et sogn i Middelfart Provsti (Fyens Stift).
I 1800-tallet var Indslev Sogn anneks til Nørre Aaby Sogn. Begge sogne hørte til Vends Herred i Odense Amt. Nørre Aaby-Indslev var én sognekommune, men blev senere delt i to. Ved kommunalreformen i 1970 blev Nørre Aaby kernen i Nørre Aaby Kommune, og Indslev kom til Ejby Kommune. Ved strukturreformen i 2007 blev begge storkommuner indlemmet i Middelfart Kommune.
I Nørre Aaby Sogn ligger Nørre Aaby Kirke.
I sognet findes følgende autoriserede stednavne:
- Brandstrup (bebyggelse, ejerlav)
- Byllerup (bebyggelse, ejerlav)
- Båringvad (bebyggelse)
- Gadstrup (bebyggelse, ejerlav)
- Kolding Huse (bebyggelse)
- Mikkelsbro (bebyggelse)
- Nørre Aaby (bebyggelse, ejerlav)
- Sibirien (bebyggelse)
- Aabylund (bebyggelse)